# Віллоубі (Огайо)
Віллоубі (англ. Willoughby) — місто (англ. city) в США, в окрузі Лейк штату Огайо. Населення — 23 959 осіб (2020).

## Географія
Віллоубі розташоване за координатами 41°38′45″ пн. ш. 81°24′35″ зх. д. / 41.64583° пн. ш. 81.40972° зх. д. (41.645915, -81.409681).  За даними Бюро перепису населення США в 2010 році місто мало площу 26,78 км², з яких 26,55 км² — суходіл та 0,23 км² — водойми.

## Демографія
Згідно з переписом 2010 року, у місті мешкало 22 268 осіб у 10 413 домогосподарствах у складі 5716 родин. Густота населення становила 832 особи/км².  Було 11387 помешкань (425/км²).
Расовий склад населення:
| - 93,6 % — білих - 3,1 % — чорних або афроамериканців - 1,5 % — азіатів - 0,1 % — корінних американців |

До двох чи більше рас належало 1,5 %. Частка іспаномовних становила 1,3 % від усіх жителів.
За віковим діапазоном населення розподілялося таким чином: 19,1 % — особи молодші 18 років, 61,8 % — особи у віці 18—64 років, 19,1 % — особи у віці 65 років та старші. Медіана віку мешканця становила 43,6 року. На 100 осіб жіночої статі у місті припадало 88,1 чоловіків;  на 100 жінок у віці від 18 років та старших — 84,9 чоловіків також старших 18 років.
Середній дохід на одне домашнє господарство  становив 62 590 доларів США (медіана — 51 708), а середній дохід на одну сім'ю — 79 516 доларів (медіана — 66 925). Медіана доходів становила 51 864 долари для чоловіків та 39 845 доларів для жінок. За межею бідності перебувало 7,9 % осіб, у тому числі 10,6 % дітей у віці до 18 років та 9,3 % осіб у віці 65 років та старших.
Цивільне працевлаштоване населення становило 11 855 осіб. Основні галузі зайнятості: освіта, охорона здоров'я та соціальна допомога — 24,8 %, виробництво — 17,6 %, мистецтво, розваги та відпочинок — 11,3 %, роздрібна торгівля — 10,8 %.